# 海上の森
海上の森（かいしょのもり）とは、愛知県瀬戸市の海上町を中心に屋戸町、吉野町、広久手町にかけての地にある約 600 ha の里山と森林である。
この項目では、海上の森とその周辺で展開された愛知万博（2005年日本国際博覧会）の瀬戸会場の跡地で展開されている施設「あいち海上の森センター」と「瀬戸万博記念公園」についても説明する。

## 概要
庄内川水系矢田川の支流海上川などの上流域の山域であり、200以上もの小さな湿地があることが特徴の森である。大半は県有林であり「愛知万博記念の森」として愛知県が市民の協力を得ながら管理している。
2005年日本国際博覧会（愛知万博 / 愛・地球博）の会場候補地として注目を浴び、日本や世界の自然保護運動やその後の国際博覧会のあり方に影響を与えた場所である。オオタカの営巣が確認されたことを契機に反対運動がひろがり会場計画が見直され、森のほぼ全体が残されることになった。今後は、愛知万博の理念や成果を継承すべく、将来にわたって保全していくこととなっている。

## 歴史

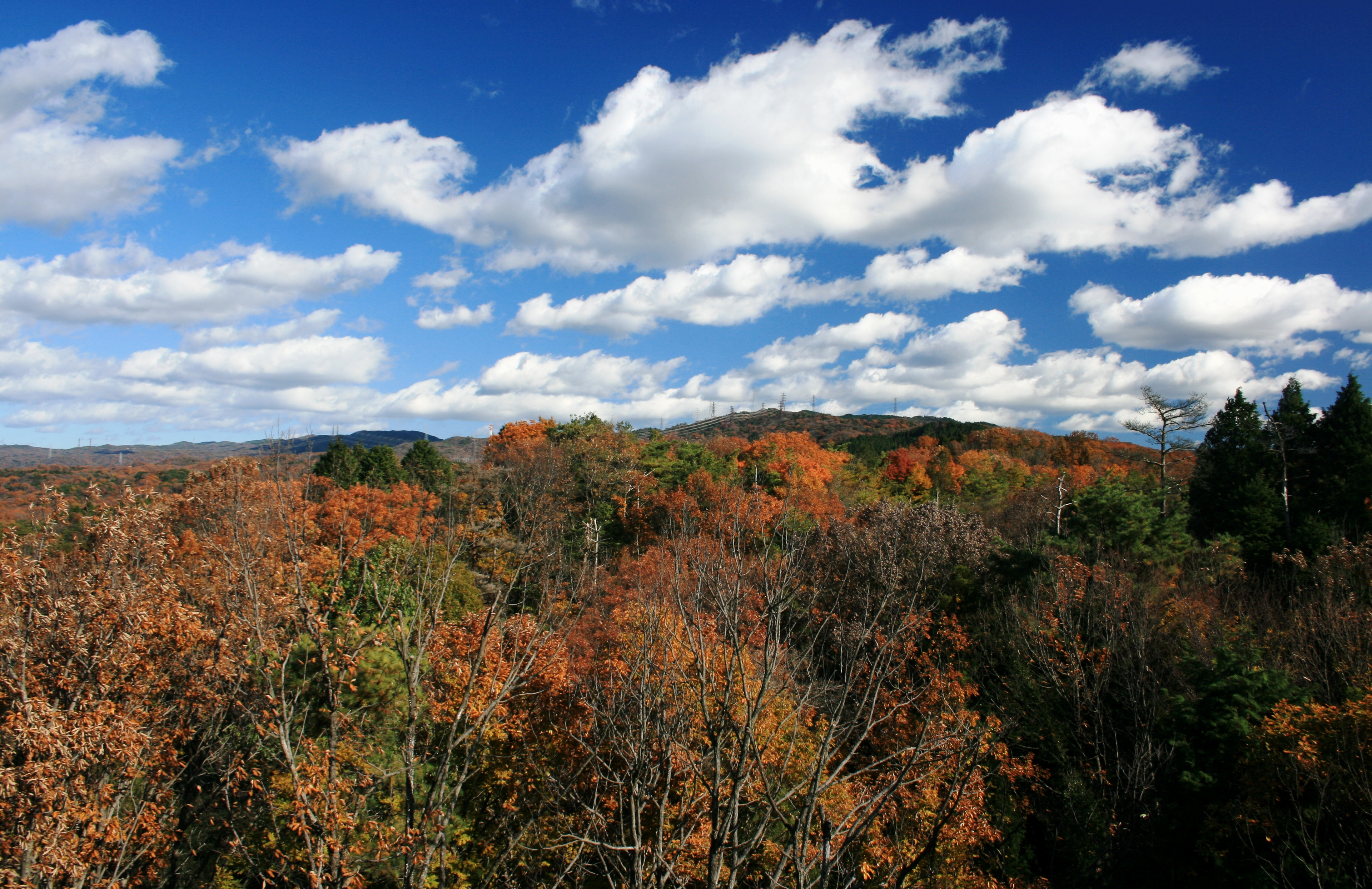
物見山から望むスギなどの植林、コナラなどの落葉広葉樹、アカマツ林が混在する海上の森

周辺には古墳群もあり、古くから武田信玄の墓があるなどの伝説がある土地である。近代以降は、瀬戸焼の陶土や窯の燃料の採取のために活用された丘陵地・湿地であり、明治期には樹木がほとんどなくなってしまった。その後、その丘陵地に植林などを行い、戦後に森林を回復した。しかし、1988年に愛知万博構想が発表され、1990年に万博の候補地となり、万博前に、地域高規格道路（名古屋瀬戸道路）と、それに並行、接続する幹線道路を建設し、閉幕後に住宅地、学術研究機関を設置する構想も発表された。
それに対して、環境問題に関心のある市民は海上の森自然観察会、海上の森探鳥会などの自然とのふれあい活動を活発に開始した。そのなかで、東海地方にしか植生しないシデコブシをはじめとした貴重な動植物の減少や、環境省と愛知県で準絶滅危惧の指定を受けているオオタカなどへの影響を心配して、万博は時代に逆行するものとして、大規模な反対運動が行われた。
1996年の万博開催立候補から2000年の開催最終登録にいたる数年間は、博覧会国際事務局 (BIE) や世界の主要な自然保護団体を巻き込んだ反対運動に発展。BIEも「自然を破壊する開発型の万博の開催は認めない」とした。2000年5月には自然保護団体を含んで愛知万博検討会議が開かれ、その結果、主会場を既存の公園である愛知青少年公園（現在の愛・地球博記念公園）へ変更し、海上の森の会場は小規模な「瀬戸会場」として自然自体を展示物とすることと、自然保護団体や市民団体が主催で実施する「市民参加企画」をコンセプトとすることに変更することになった。その結果、登録博としては参加国誘致開始期限（開催概ね5年前）ぎりぎりの2000年12月に開催承認を得た。
万博開催中は、市民参加型企画と自然体感プログラムの中心地として展開。日本の自然保護運動の中心地として認知されるようになった。博覧会閉幕後も自然体感企画や青少年向けの講座などを実施している。

### 愛知万博関連の歴史

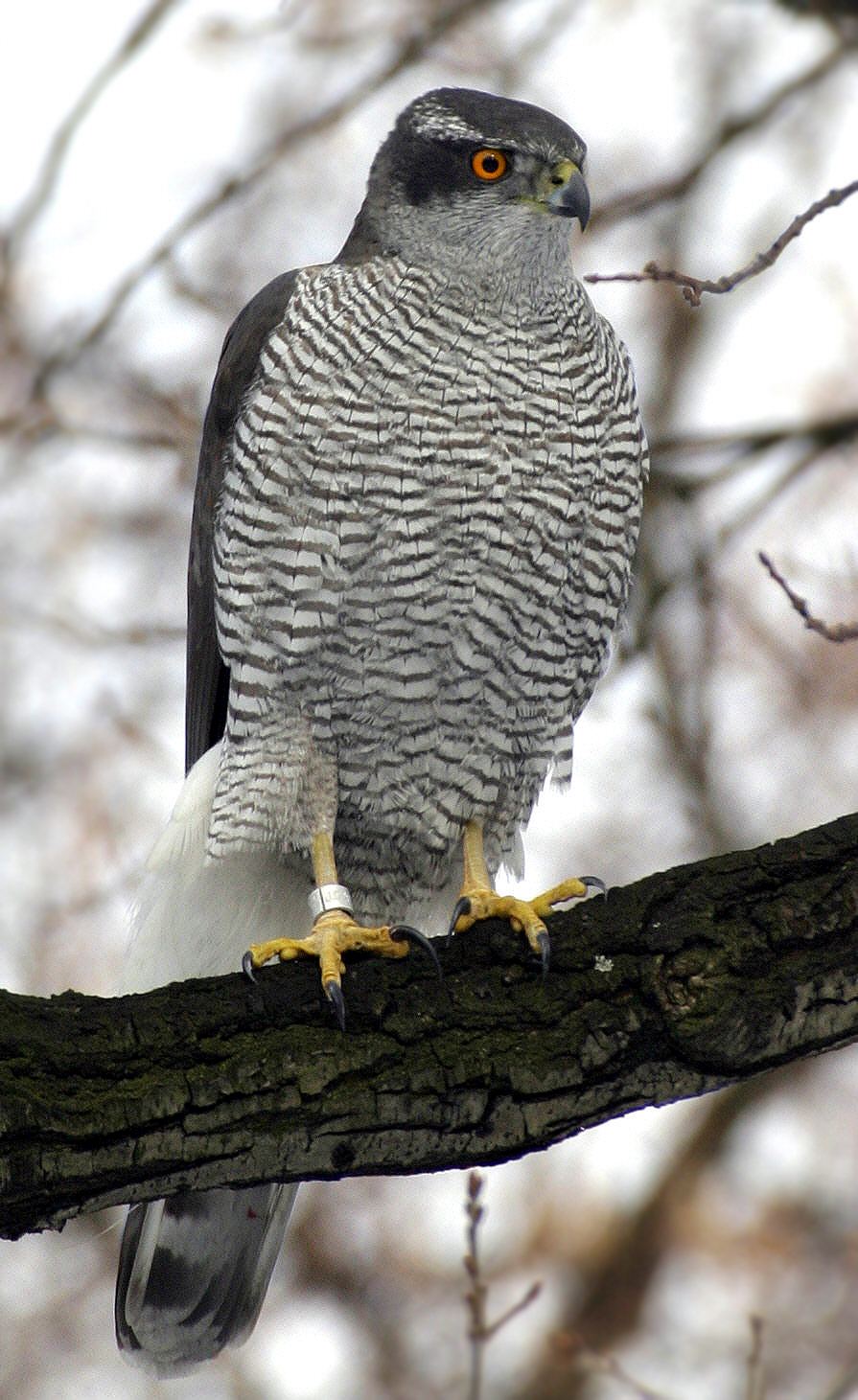
オオタカの生息地であることが確認され、愛知万博の会場計画が撤回された。

- 1988年 - 愛知県が万博構想を発表する。
- 1990年2月 - 万博会場候補に海上の森が正式に挙がる。
- 1997年6月 - モナコで開催されたBIE総会でカナダのカルガリーを破って2005年の開催地に決まる。
- 1999年4月 - 海上の森で絶滅が危惧されているオオタカの営巣が民間団体の手で確認される。
- 1999年5月 - 海上の森でオオタカの営巣を愛知県として確認する。
- 2000年9月 - 主会場を海上の森から愛知郡長久手町（当時）の愛知青少年公園（現在 愛・地球博記念公園）に変更することを発表。
- 2000年12月 - パリで開催されたBIE総会で愛知万博が正式登録される。
- 2002年10月 - 長久手・瀬戸両会場で起工式。樹木を伐採せずに移植するなど最新鋭の環境配慮の工事を行う。
- 2005年3月25日 - 愛知万博が開幕。
- 2005年9月25日 - 愛知万博が閉幕。
- 2006年9月25日 - 瀬戸会場跡地の一部と、旧瀬戸愛知県館が「あいち海上の森センター」として整備され、オープン。
- 2009年3月20日 - 「瀬戸万博記念公園（愛・パーク）」が海上の森の外縁（旧万博瀬戸会場ゲートと旧市民パビリオン跡地の間）に開設。

## 森の環境

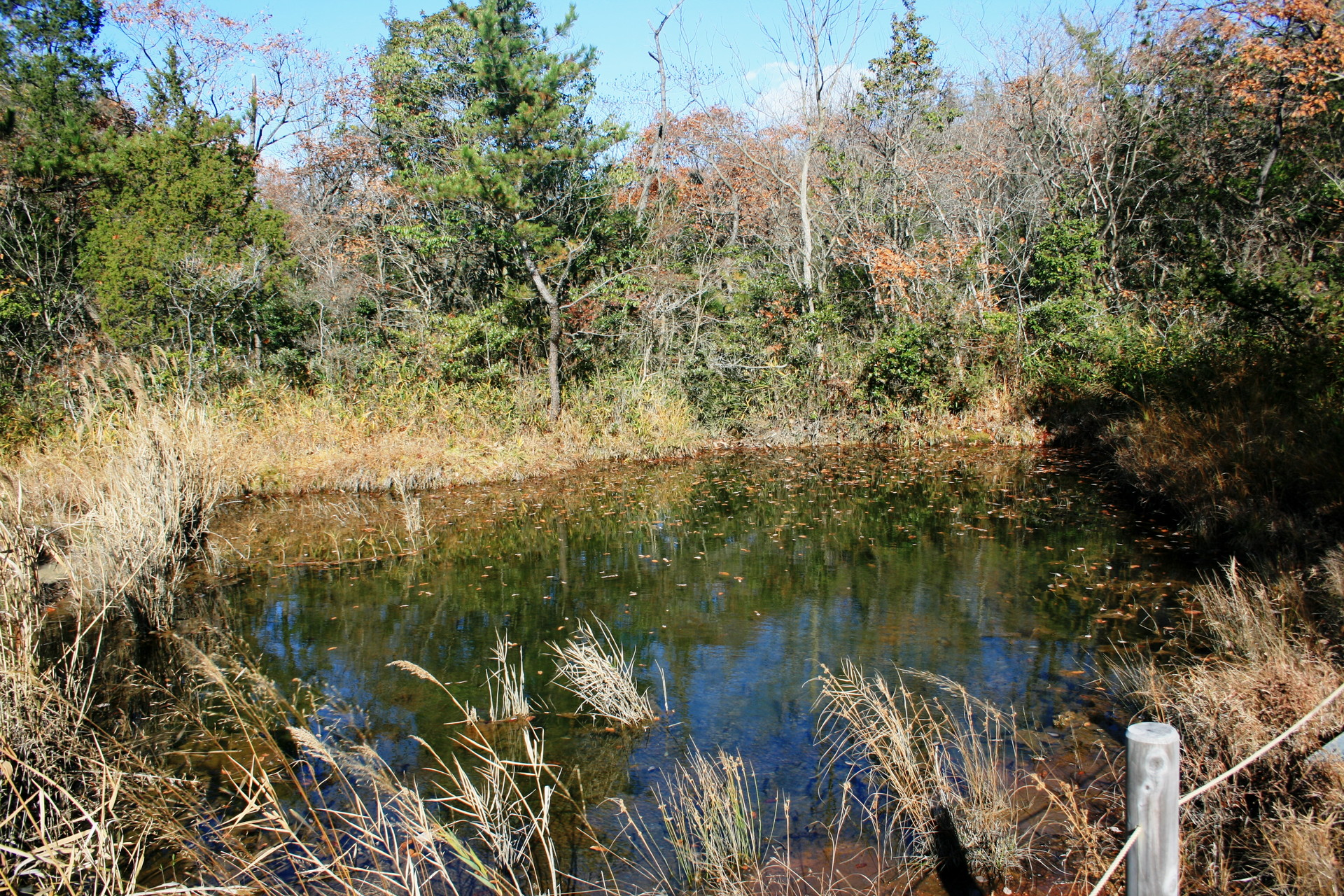
屋戸川流域にある湿地

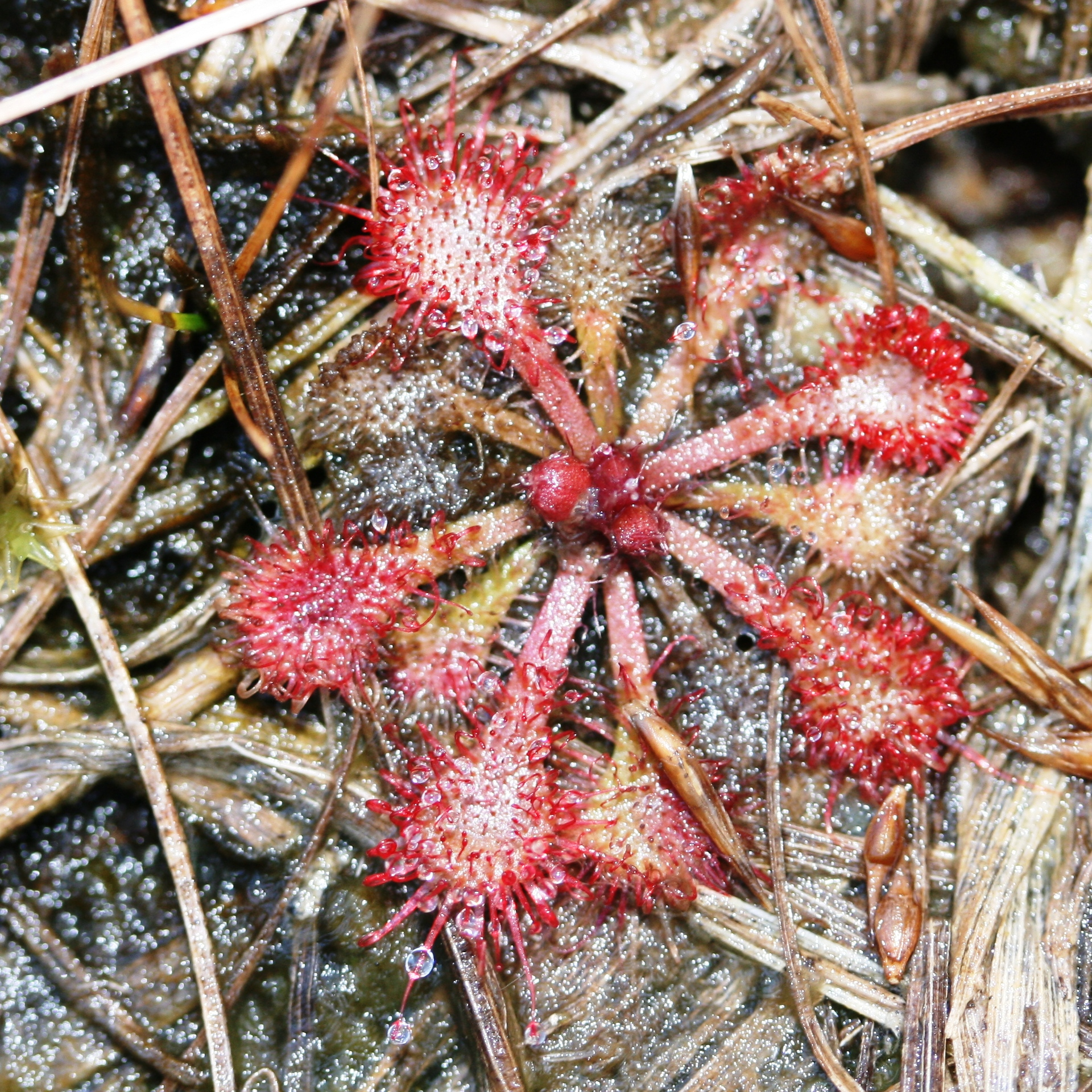
湿地にはトウカイモウセンゴケが自生して夏に花茎を伸ばし小さな桃色の花をつける。

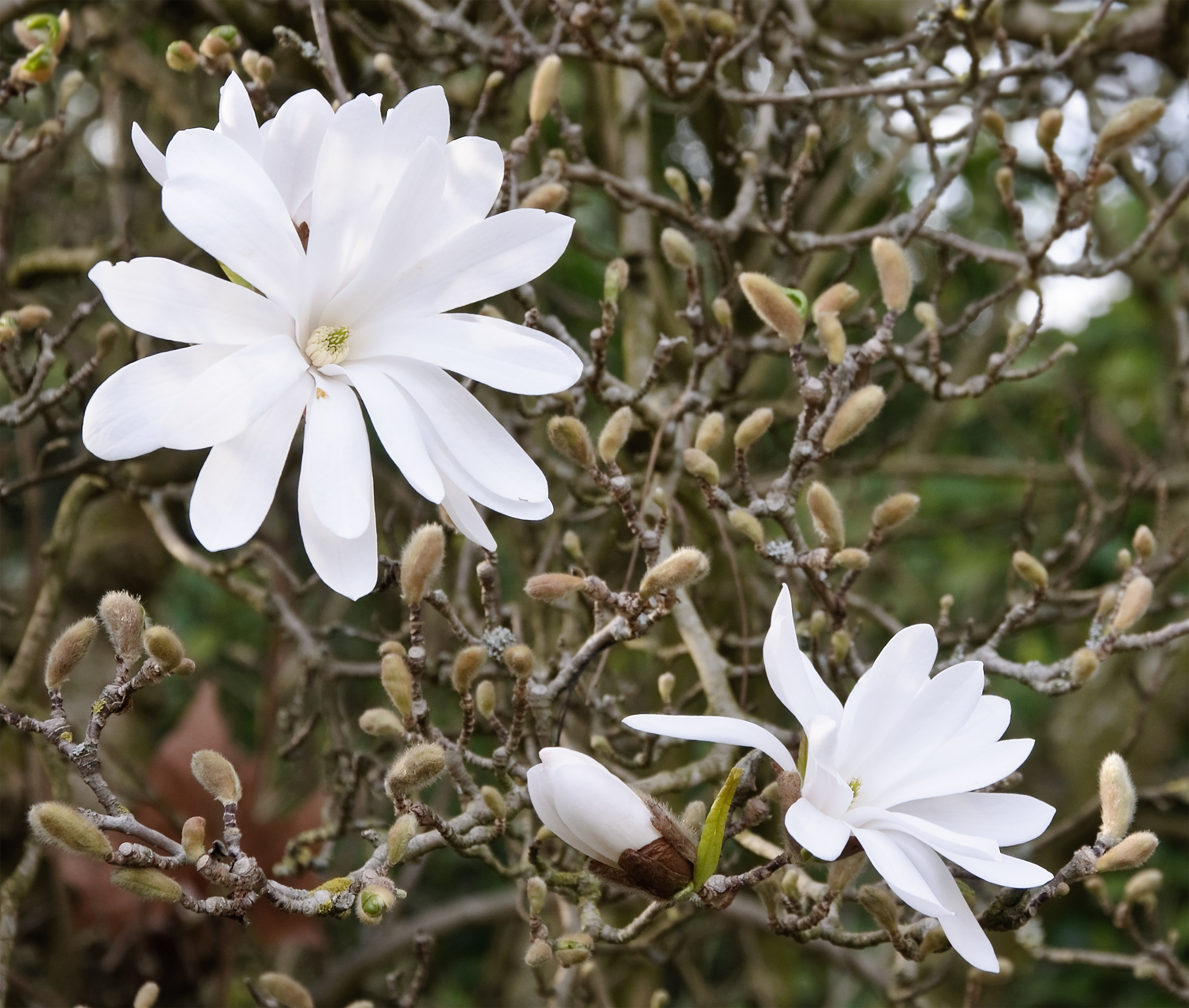
希少なシデコブシが日当たりのよい湿地に自生している。

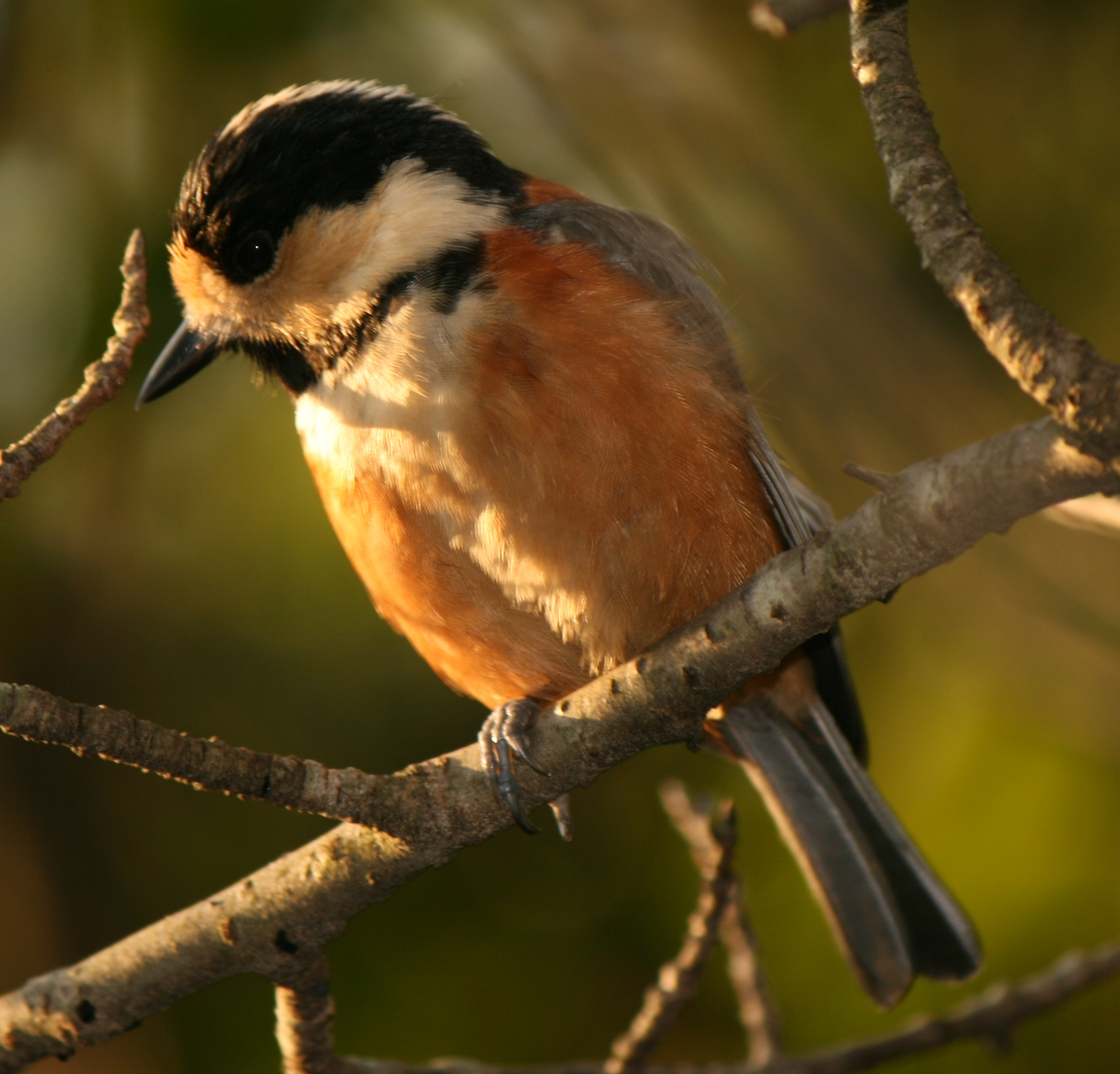
ヤマガラなどの野鳥が見られる

瀬戸市の南東部の豊田市との境界付近の矢田川の支流である山口川の源流部に位置する。南側の豊田市の境界稜線上には物見山（標高327 m）があり、その尾根は東海自然歩道がある猿投山へと続いている。愛知万博後周辺では宅地開発や国道248号などの道路整備が行われている。周辺山麓には南山大学（瀬戸キャンパス）名古屋聖霊短期大学、愛知工業大学のキャンパスがある。西側の山間部を東海環状自動車道の猿投山トンネル（豊田藤岡ICとせと赤津ICとの間にある全長4,310 mのトンネル）が貫通する。西山麓には愛知環状鉄道・愛知環状鉄道線と国道155号が通っている。
北西側は砂礫層の地質でアカマツやシダ植物のコシダなどが生育している。海上の森には120箇所以上の小さな湿地があり、シデコブシが点在している。南東側は花崗岩地質で風化した土壌にコナラ、アベマキなどの落葉広葉樹林が生育し、スギ、ヒノキなど針葉樹林の植林地となっている。
2006年（平成18年）3月24日に海上の森の西部の区域が「愛知県自然環境保全地域」に指定（127.85ha）された。その地域内に、特別地区として篠田川、四ツ沢北東部、屋戸川・寺山川の３か所が指定（48.60ha）され、その地区内に生態系保護区域が「野生動物保護地区」（10.94ha）として指定されている。2006年（平成18年）4月1日に「あいち海上の条例」が施行された。
秋には遊歩道周辺でソヨゴの赤色の実、ムラサキシキブの紫色の実、クリや柿の実などもが見られる。また遊歩道ではウグイス、キセキレイ、コゲラ、シジュウカラ、ムクドリ、ヤマガラなどの野鳥やギフチョウとムササビなどが見られる。ニホンカモシカが出没することも稀にある。ツキノワグマが出没することも稀にある。

### 矢田川の支流源流部
海上の森内には矢田川（山口川）のいくつかの支流が流れる。
- 赤津川
- 篠田川 - 篠田砂防池がある。
- 海上川 - 物見山が源となる。川沿いの林道が遊歩道となっていて、海上の里があり、上流部は「循環の森」と呼ばれている。
  - 北海上川 - 海上川の支流で、海上砂防池がある。
- 屋戸川 - 砂礫層がむき出しになった湿地があり、小さな池があり遊歩道が敷設されている。湿地にはサギソウ、東海地方の固有種の食虫植物のトウカイモウセンゴケ、ミミカキグサ、ホソバリンドウ[1]が自生して、トビケラ、ハッチョウトンボなどの生息地となっている。周辺にシデコブシの自生地がある。シデコブシは東海地方一部の日当たりのよい湿地に分布する落葉小高木で、愛知県のレッドリストの危急種及び環境省による準絶滅危惧の種の指定を受けている[9]。2007年（平成19年）12月16日には、シデコブシの存在とこれからの保全をテーマとした海上の森シンポジウム2007『海上の自然とシデコブシ』が開催された[10]。従来は里山で薪炭利用で間伐が行われシデコブシの生育が保たれていたが、近年はシデコブシ自生地周辺で樹木が密生しシデコブシの生育しにくい環境になっている。このため周辺の間伐などの保全事業が行われている。
  - 寺山川 - 屋戸川の支流。
- 吉田川 - 左岸には海上の森南西端には、あいち海上の森センターがある。右岸に広久手第二池、その上流部に広久手第一池（赤池）がある。

### 森の遊歩道
海上の森では遊歩道が整備され、年間を通して自然観察、バードウォッチング、ハイキング、トレッキング、散歩などに訪れる人があり、里山として親しまれている。愛知県や各種団体により自然体験プログラムが開催されている。2004年に美しい日本の歩きたくなるみち推薦会議により、「瀬戸・海上の森と窯垣の小みち」が美しい日本の歩きたくなるみち500選のひとつに選定された。海上の森には、以下の名称の区域がある。
- あいち海上センター施設
- 物見山 - ハイキングコースの尾根上のピークで、瀬戸市や名古屋市方面が見渡せる
- 海上の里（ふれあいの里） - 集落・農地を中心とした地域
- 野鳥・古窯の森 - 吉田川流域の落葉広い葉樹林を中心とした区域
- 循環の森 - スギとヒノキ人工林を中心とした区域
- 恵みの森 - 北部の落葉広い葉樹林を中心とした区域

## 海上の森の保全
大部分は県の所有地（県有林）であるが、一部に私有地も混在する。
海上の森の保全は、法的には「あいち海上の森条例（平成18年施行）」により担保されており、多様な自然環境の適切な保全と自然とのふれあいの場としての活用を図ることが理念として定められている。
本条例に基づき策定される「海上の森保全活用計画」に基づき具体的な取り組みが進められている。10年ごとに見直しが行われ、平成28年度に計画が改訂される。
本計画に基づき「海上の森運営協議会」が県により設置され、計画全体及び保全活用の状況が管理されている。

## あいち海上の森センター ムーアカデミー

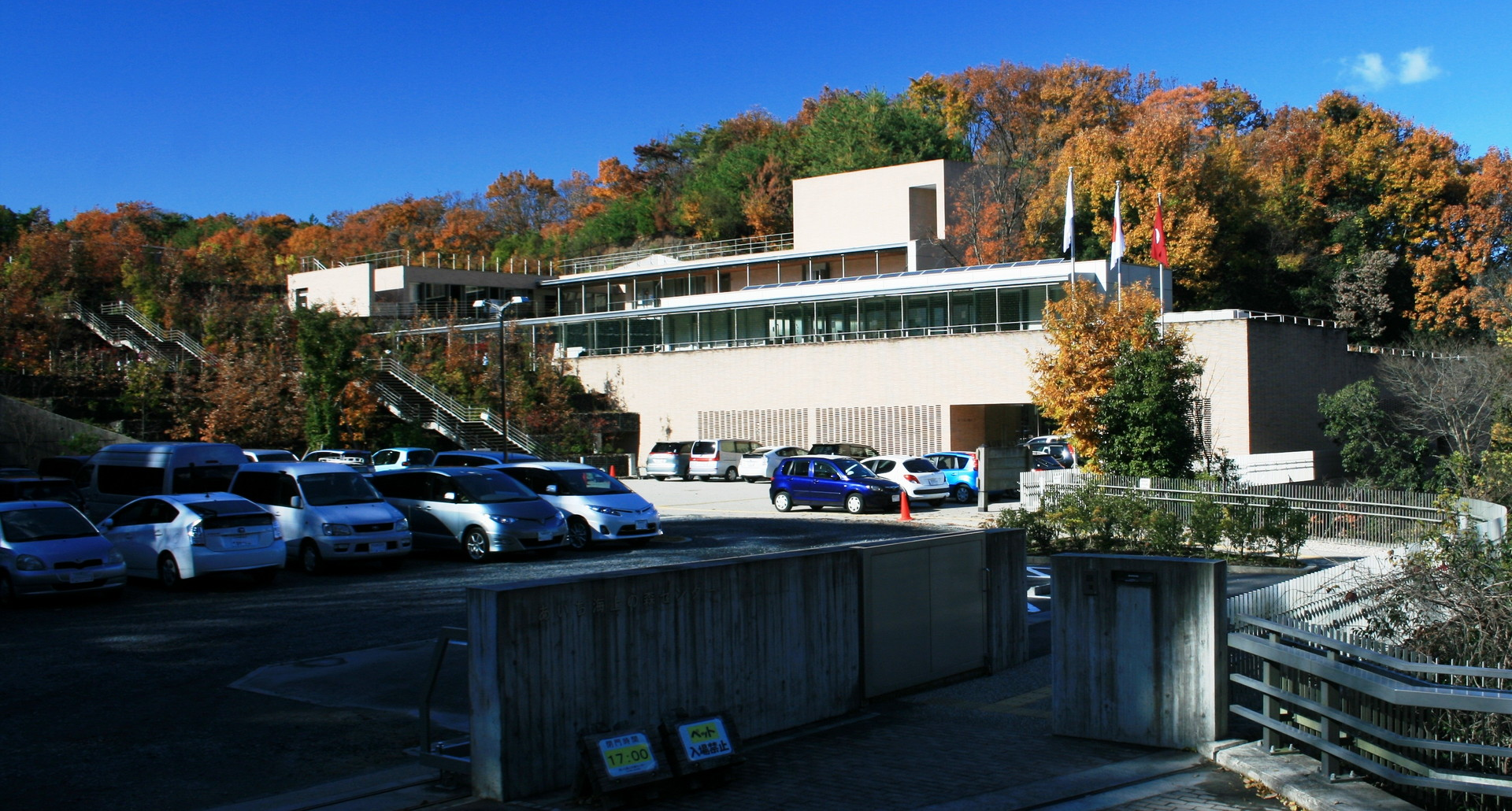
愛知県の施設のあいち海上の森センターの本館

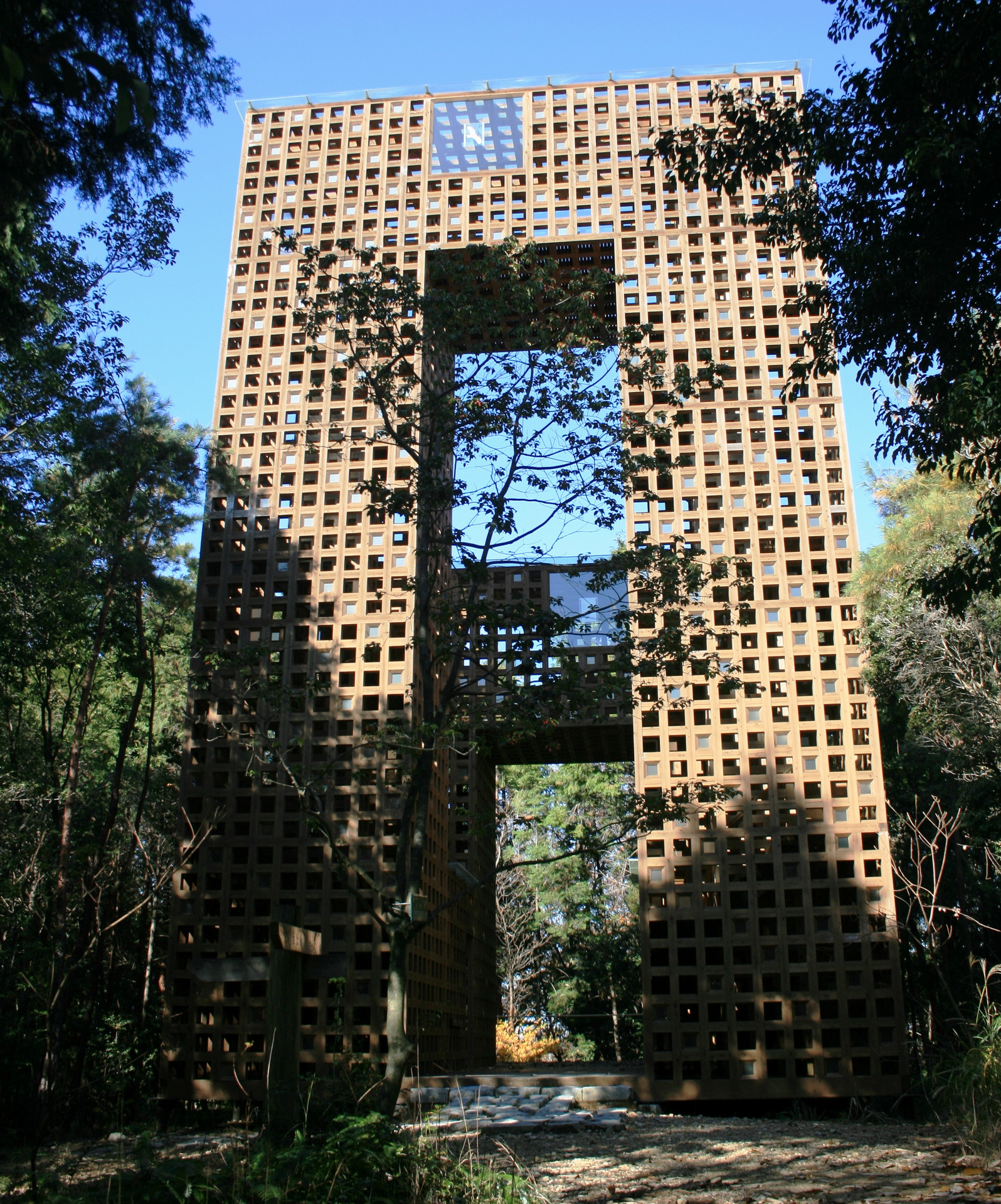
あいち海上の森センターに併設されている遊歩施設の物見の丘の展望台（高さ 14m）

万博の閉幕から1年となる2006年9月25日に瀬戸会場跡地の一部と旧瀬戸愛知県館（瀬戸市吉野町）が「あいち海上の森センター」として整備され、オープン。施設の愛称は「ムーアカデミー」といい、万博時にパビリオンに住み着いたムササビの名前にちなんだ名称である（一般公募で決定）。各種自然体験教室を展開。海上の森全体の管理施設と自然体感・学習施設の機能を担うことになった。オープンに前後して万博のプログラムであったインタープリター（自然案内人）による海上の森の見学ツアーを再開。さらに万博のパビリオン施設であった「里のビジターセンター」、「窯の歴史館（平安中期の窯跡を保存した）」、「繭玉広場（休憩所を兼ねた展示施設）」、「森のやぐら（高さ 14 m の展望台がある物見の丘）」の公開を再開した。
施設の周りの小河川にはビオトープがあり、ホタルの育成などを行っている。また、2007年7月10日に旧万博会場としては初めて、EXPOエコマネーセンターが、同施設内に開設された。2010年（平成22年）7月8日には、来園者10万人を達成した。
名誉センター長は、愛知万博広報プロデューサーのマリ・クリスティーヌが務めている。

### 里山サテライト（愛称：かたりべの家）
2004年から2005年にかけて海上の森の中央（瀬戸市海上町）に整備された休憩所。あいち海上の森センターのサテライトである。休憩スペースと展示スペースで構成されており、維持管理は移築にかかわった人を中心に市民が行っている。別棟の循環式トイレが併設されている。また、施設の近くに農業体験が出来る水田がある。
なお、愛称は、上記の「ムーアカデミー」との同時公募により決定した。
休憩所は海上の森に80数年建っていた古民家を移設・整備したもの。愛知県瀬戸市の市民グループ「海上古民家再生プロジェクト実行委員会」が中心となり、建築家三輪邦夫（一級建築士）をはじめとする多くの専門家や市民ボランティアの参加のもとで移築された。元となった民家は、軒が高いなど今ではほとんど残っていない建築様式を採用したものである。もともとは瀬戸市赤津町にあったものが1918年（大正7年）に同市海上町に移築されたものであることが、調査で明らかになった。
老朽化が激しかったが、いったん解体した後、柱や瓦を補強するなどして、1年8カ月かけて元の場所から約 500 m 離れた所で建て直された（いずれも瀬戸市海上町）。愛知万博開幕直前に完成し、移築プロジェクトの内容は、2005年4月3日愛知万博の瀬戸愛知県館内の「森の劇場」で報告された。

## 瀬戸万博記念公園 愛・パーク
海上の森の外縁（旧万博瀬戸会場ゲートと旧市民パビリオン跡地の間、同市上之山町2）にあるモニュメント「天水皿n」を中心にした記念公園。2009年3月20日にオープンした。瀬戸市が愛知県に代わり、同県から用地を買い取って整備。面積は約 1.3 ha 。
瀬戸市での万博開催を記念し、市民の憩いの場として整備された。「天水皿n」を中心に回廊展望デッキを設けるなど地形や自然を生かした四季の彩り豊かな施設となっている。

## あいち海上の森大学
2007年（平成19年）度からの10年計画で、海上の森をベースに『あいち海上の森大学』が開校された。7コースがあり、年度ごとに3コースが開講されている。Webで講義内容が公開されている。
- 森林再生コース
- 国際交流コース
- 市民参加コース
- 里山文化コース
- 森林・里山環境教育コース
- 企業活動コース
- 国際協力コース

## 周辺地域の開発
2013年1月、名古屋市の建設業者が、篠田川上流の海上の森北東端に接する既設の資材置き場2カ所と傾斜地の森林計5ヘクタール（5万平方メートル）強の民有地を開発し、太陽光発電施設を造る計画を瀬戸市に提出。瀬戸市は同年7月、海上の森周辺の森林の伐採は愛知万博の理念や愛知県の「あいち海上の森条例」の趣旨にそぐわず、開発予定地近くの沢の水が篠田川に流れ込んでいるため篠田川下流の湿地や愛知県自然環境保全地域にも影響するとの理由から、瀬戸市土地利用調整条例に基づき中止を勧告した。しかし業者はそのまま開発を行い、2016年までに大型重機を10台以上入れ、ヒノキやスギの林を幅約100メートル、奥行き約200メートル以上にわたり伐採し、砂利で整地、斜面に大量の太陽光パネルを設置。高さ約2メートルの有刺鉄線やフェンスで囲んだ。出力1174キロワットのメガソーラー施設という。瀬戸市民が開発されていることに気付き市に通報、2016年2月、瀬戸市もこれを確認し、立ち入り調査実施の方針を示した。一帯は市街化調整区域に指定されており、瀬戸市土地利用調整条例により1千平方メートル以上の開発には市と事前協議が必要と定められている。業者によると今後の太陽光発電施設の増設は行わず、周辺環境への配慮としてフェンスの周囲への植樹を予定しているという。

## 交通アクセス

### あいち海上の森センター
- 愛知環状鉄道・愛知環状鉄道線 山口駅から徒歩25分。
- 愛知高速交通東部丘陵線（リニモ）、愛知環状鉄道・愛知環状鉄道線 八草駅から徒歩30分。

### 海上の森・里山サテライト
- 愛知環状鉄道・愛知環状鉄道線 山口駅から徒歩30分。

### 瀬戸万博記念公園
- 瀬戸市コミュニティバス上之山線 愛・パークバス停下車。

## 関連書籍
- ものみ山自然観察会『海上の森の野鳥たち』七賢出版、1996年。ISBN 4883042391。
- ものみ山自然観察会・海上の森ネットワーク 編『海上の森の花虫樹』拳出版、1997年6月。ISBN 4946532005。
- 助安由吉『森は人類を救う-「海上の森」の中からのメッセージ』エイト社、1997年6月。ISBN 4871642682。
- 日本野鳥の会愛知県支部 編『海上の森の詩-雑木林の四季を歩こう』マック出版、1997年7月。ISBN 4944054092。
- 森山昭雄、梅沢広昭 編『日本人の忘れもの-「海上の森」はなぜ貴重か?』名古屋リプリント、2000年6月。ISBN 4931573010。
- 林田正義『海上(かいしょ)の森の四季』KTC中央出版、2000年12月。ISBN 4877581995。
- 山田みち江『海上の森奇譚-愛知万博開催地に秘められた歴史の真実』今日の話題社、2004年4月。ISBN 4875655363。
- 山口淳有『海上の森の物語』三重大学出版会、2005年3月。ISBN 4944068719。
- 山田みち江『海上の森奇譚〈2〉隠された歴史の真相と素晴らしき自然』今日の話題社、2009年4月。ISBN 978-4875655909。